# Humularia kapiriensis
Humularia kapiriensis är en ärtväxtart som först beskrevs av De Wild., och fick sitt nu gällande namn av Paul Auguste Duvigneaud. Humularia kapiriensis ingår i släktet Humularia och familjen ärtväxter. Inga underarter finns listade i Catalogue of Life.